# Another view
Another view is een verzamelalbum van de Amerikaanse experimentele rockgroep The Velvet Underground uit 1986.

## Achtergrond
Another view is een vervolg op het verzamelalbum VU uit 1985 en bestaat uit nooit eerder verschenen nummers van de groep uit de periode 1967-1969. Twee van de nummers waren al opgenomen in het solorepertoire van Lou Reed: Ride into the sun op Lou Reed uit 1972 en We're gonna have a real good time together op Street hassle uit 1978.

## Nummers
Alle muziek en teksten zijn geschreven door Lou Reed, John Cale, Sterling Morrison en Maureen Tucker, tenzij anders aangegeven. 
| Nr. | Titel                                             | Datum van opname  | Duur |
| --- | ------------------------------------------------- | ----------------- | ---- |
| 1.  | We're gonna have a real good time together (Reed) | 30 september 1969 | 2:56 |
| 2.  | I'm gonna move right in                           | 27 september 1969 | 6:30 |
| 3.  | Hey mr. Rain (version I)                          | 29 mei 1968       | 4:56 |
| 4.  | Ride into the sun                                 | 5 september 1969  | 3:20 |
| 5.  | Coney Island steeplechase                         | 6 mei 1969        | 2:20 |

| 6.                 | Guess I'm falling in love (instrumentale versie) | 5 december 1967 | 3:35 |
| 7.                 | Hey mr. Rain (version II)                        | 29 mei 1968     | 5:16 |
| 8.                 | Ferryboat Bill (Reed, Morrison, Yule, Tucker)    | 19 juni 1969    | 2:10 |
| 9.                 | Rock and roll (Reed)                             | 19 juni 1969    | 5:18 |
| Totale duur: 36:21 |                                                  |                 |      |

## Bezetting

### The Velvet Underground
- Lou Reed – leadzang, gitaar, piano
- John Cale – viola op beide versies van Hey mr. Rain, basgitaar op Guess I'm falling in love
- Sterling Morrison – gitaar, achtergrondzang, basgitaar op Hey mr. Rain
- Maureen Tucker – percussie
- Doug Yule – basgitaar, keyboard, achtergrondzang

### Technische medewerkers
- The Velvet Underground – productie
- Gary Kellgren – geluidstechniek
- Bill Levenson – uitvoerende compilatieproducent
- J. C. Convertino – compilatietechniek